# Laura Felpin
Laura Felpin est une actrice, vidéaste et humoriste française, née le 26 février 1990 à Mulhouse.
En 2023, elle remporte le Molière de l'humour pour son premier spectacle Ça passe.

## Biographie
Laura Felpin naît en 1990 à Mulhouse et grandit à Kingersheim, en Alsace. 
Elle est d’origine italienne par sa grand-mère maternelle et vietnamienne par sa grand-mère paternelle. 
Après avoir étudié deux années à Strasbourg à la faculté des arts du spectacle, elle se rend à Paris où elle suit une formation de comédienne à l’Atelier international Blanche Salant et Paul Weaver. Elle y développe ses personnages en même temps qu'elle est présente sur les réseaux sociaux, notamment les plateformes Instagram et YouTube, sur lesquelles elle publie des parodies. Elle effectue également des doublages, aussi bien pour le cinéma que pour la télévision.
En 2016, Laura Felpin et son amie Anna Apter participent au concours lancé par Lisa Azuelos, réalisatrice et présidente de l'association No Gynophobie luttant contre les violences faites aux femmes. Elles réalisent une vidéo au moyen de l'application Snapchat. Le jury de l’association Ensemble contre la gynophobie décerne le prix du meilleur court métrage pour leur film dénonçant les violences faites aux femmes. 
Toujours en compagnie d'Anna Apter, Laura Felpin rejoint en 2017 le collectif Golden Moustache présent sur Internet et participe à plusieurs vidéos comme Flic & Games, Je te vois partout, L’addition ou le Bureau des plaintes.

### Télévision, premier spectacle et cinéma
En septembre 2019, elle intègre l'équipe d'humoristes de l'émission Quotidien sur TMC, aux côtés d'Alison Wheeler et Pablo Mira. À la rentrée 2020, Laura Felpin est chargée de présenter la météo en interprétant des « personnages excentriques », mais sa participation est supprimée après un mois et sans commentaires, ni de la part de la production ni de sa part. En 2022, au détour d'une interview, elle précise avoir mal vécu le passage de sa chronique en version quotidienne, des tensions seraient apparues avec la production et la rédaction de l'émission. Elle précise avoir quitté de son propre chef l'émission avant que l'ambiance ne soit trop délétère.
Laura Felpin écrit son premier spectacle, intitulé Ça passe, et se produit à la Comédie de Paris en février 2022. La comédienne y met en scène de nombreux personnages, dont certains sont inspirés de ses professeurs d'école. En avril 2023, lors de la 34e cérémonie des Molières, le spectacle remporte le Molière de l'humour.
L'artiste est accompagnée de Cédric Salaun, son meilleur ami, par ailleurs coauteur et producteur.
En 2022, elle incarne le rôle d'Annick dans la série Le Flambeau : Les Aventuriers de Chupacabra, faisant suite à La Flamme.
En mars 2023, elle participe à la saison 3 de LOL : qui rit, sort !, diffusée sur Amazon Prime Video.
Ses apparitions au cinéma se multiplient : elle joue dans les films de Guillaume Canet (2023), Cécilia Rouaud (2023), Diastème (2024), Mourad Winter (2025), So Me (2025). Elle obtient au Festival du film de Cabourg le prix de Le Swann d'or de la Révélation féminine 2025.

## Vie privée
En mars 2025, Laura Felpin révèle être atteinte d’un cancer de la thyroïde.
En avril 2025, elle déclare être en couple avec un homme depuis l'été 2021 dont elle n'a pas révélé l'identité. Elle connaît plusieurs amitiés après des rencontres dans le monde du show-biz, notamment avec Florence Foresti après avoir été de nombreuses années une de ses fans, avec l'acteur et humoriste Hakim Jemili, le coscénariste de son spectacle Cédric Salaun et la chanteuse Clara Luciani.

## Filmographie

### Cinéma

#### Longs métrages
- 2021 : Je te veux, moi non plus de Rodolphe Lauga, Inès Reg et Kévin Debonne : Nathalie de la caisse 3
- 2023 : Astérix et Obélix : L'Empire du Milieu de Guillaume Canet : Carioca
- 2023 : Les Complices de Cécilia Rouaud : Stéphanie
- 2023 : Un stupéfiant Noël ! d'Arthur Sanigou : la présentatrice
- 2024 : L'Esprit Coubertin de Jérémie Sein : Marie-Aude
- 2024 : Joli Joli de Diastème : Myrette
- 2025 : L'amour, c'est surcoté de Mourad Winter : Madeleine
- 2025 : Banger de So Me : Rose

#### Courts métrages
- 2016 : Gynophobie d'Anna Apter et Laura Felpin
- 2019 : La Science de l'amour de Timothée Hochet et Cyprien Iov
- 2020 : L'Amour du Game de Pierre Maillard
- 2023 : Trois cafés sans filtre - Nostalgiques (Palmashow)

### Télévision

#### Séries télévisées
- 2021 : 6 X Confiné.e.s (Canal +)[24] : Victoire (ép. 03)
- 2022 : Le Flambeau : Les Aventuriers de Chupacabra : Annick
- 2023 : Dans 5 Ans, épisode OuiLove, le consentement 2.0
- 2025 : Bref. 2 : Billie

## Discographie

### Freestyle
- 2012 : Jane Doe ∅ 30[25]

### Apparitions
- 2012 : Pluie d’été (feat. Acide Verbal, sur l’album Mon Prisme de Georgio)
- 2017 : Niveau 1 (sur l’album 445e Nuit de Népal)
- 2021 : Une fièvre (sur l'album L'horizon des évènements de Kyan Khojandi)
- 2023 : Nostalgique (avec le Palmashow)

## Doublage

### Films
- 2013 : Percy Jackson : La Mer des monstres (Percy Jackson: Sea of Monsters) de Thor Freudenthal : Harpy Barista (Camille Atebe)
- 2017 : Le Cercle : Rings (Rings) de F. Javier Gutiérrez : Skye (Aimee Teegarden)
- 2025 : Minecraft, le film (A Minecraft Movie) de Jared Hess : Malgosha (Rachel House) (voix)

### Séries télévisées
- 2014 : Justified : Gloria (Gabrielle Dennis)
- 2015 : Longmire : Gabriella Langton (Julia Jones)
- 2015 : Mentalist : Nina Osbourne (Anastasia Phillips)
- 2016-2018 : Timeless : Jiya (Claudia Doumit)
- 2017-2018 : Legends of Tomorrow : Freydis Eriksdottir (Katia Winter)
- 2018 : The Rain : Beatrice (Angela Bundalovic)

### Émission de télé-réalité
- 2017-2018 : Les Real Housewives de Beverly Hills : Teddi Mellencamp (doublage VF saison 8)

### Jeu vidéo
- 2019 : Final Fantasy XIV: Shadowbringers : Uimet

## Émissions de télévision
- 2019-2020 : Quotidien sur TMC
- 2021 : Duos impossibles de Jérémy Ferrari (8e édition), sketch Le confessional sur C8
- 2023 : LOL : qui rit, sort ! sur Amazon Prime

## Spectacle
- 2022-2023 : Ça passe à la Comédie de Paris

## Web
- 2020 : Patrick Bruel - En scène ! #3 De face avec Patrick Bruel et Faustine Koziel

## Distinctions
- Molières 2023 : Molière de l'humour pour Ça passe
- Festival du Film de Cabourg 2025: Swann d'or de la Révélation Féminine dans Joli Joli de Diastème et L'Amour, c'est surcoté de Mourad Winter